# 萊吉奧諾沃

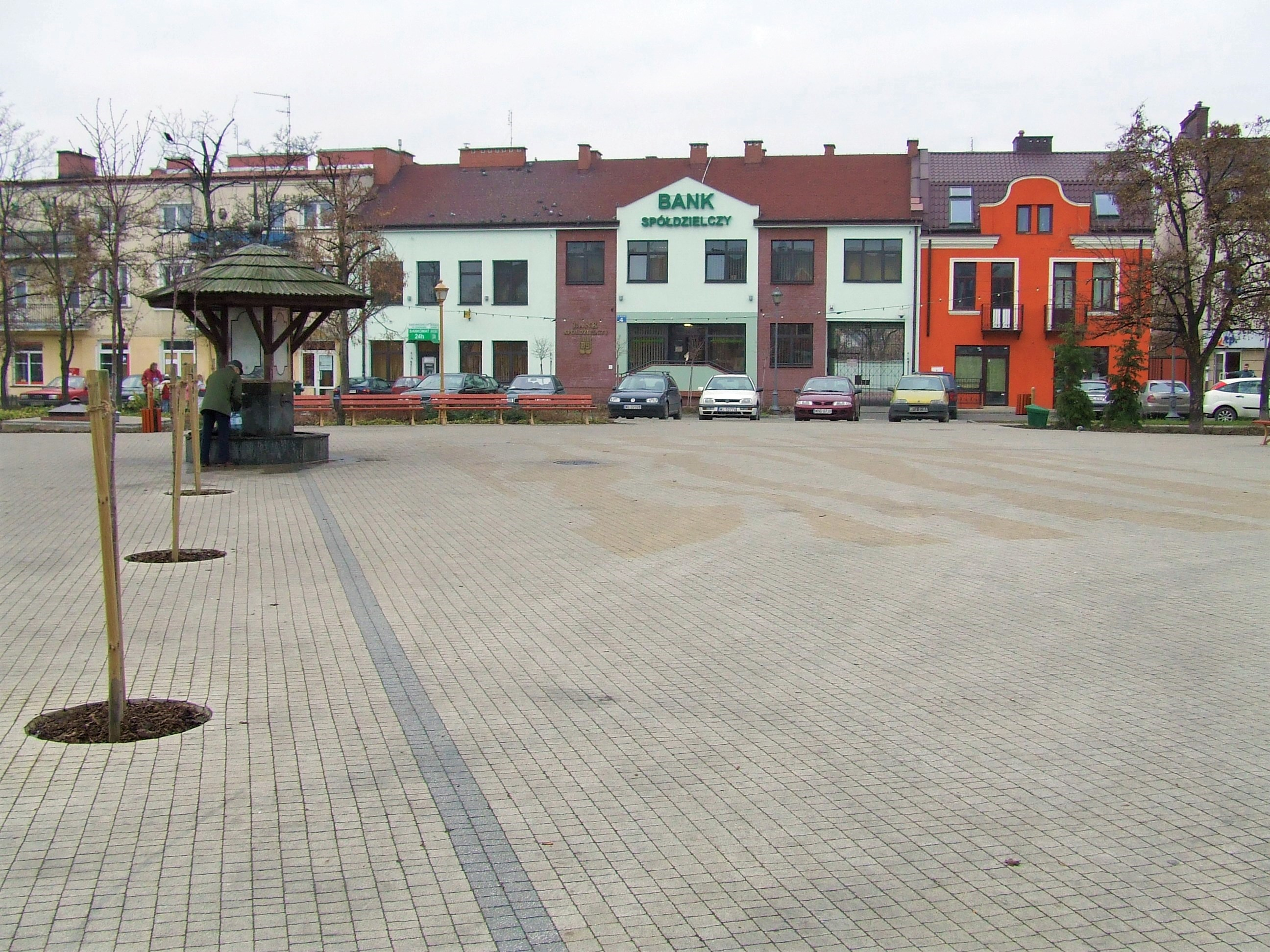

萊吉奧諾沃 （波蘭語：Legionowo）是波蘭的城鎮，位於該國東部，距離首都華沙23公里，由馬佐夫舍省負責管轄，始建於1877年，面積13.60平方公里，海拔高度80米，2016年人口54 137(http://www.polskawliczbach.pl/Legionowo)。

## 友好城市
- 乌克兰科韋利
- 保加利亚塞夫利耶沃
- 俄羅斯勒熱夫
- 中国九江市

52°24′N 20°53′E / 52.400°N 20.883°E

## 外部連結
- Jewish Community in Legionowo （页面存档备份，存于） on Virtual Shtetl